# حارة الصافية (صنعاء)

تعديل مصدري - تعديل

الصافية هي إحدى حارات حي سدس الروض بمدينة الروضة شمال العاصمة اليمنية "صنعاء"، بلغ تعداد سكانها 197 نسمة حسب تعداد اليمن لعام 2004.